# Slobodan Penezić
Slobodan Penezić zvani Krcun (Užice, 2. srpnja 1918. - Šopić, 9. studenoga 1964.), bio je sudionik narodnooslobodilačke borbe, visoki partijski dužnosnik u socijalističkoj Srbiji i načelnik Ozne Srbije (1944. - 1946.), zatim republički sekretar (ministar) unutrašnjih poslova (1946. - 1953.), te predsjednik Izvršnoga vijeća Skupštine SR Srbije (1962. - 1964.).

## Djetinjstvo i mladost
Rođen je 2. srpnja 1918. u Užicama. U rodnom je mjestu pohađao pučku (osnovnu) školu i realnu gimnaziju, da bi nakon završetka gimnazije, 1937., u Beogradu studirao na Poljoprivrednom fakultetu. Kao student beogradskog Sveučilišta, živio je i radio u Zemunu, te se na nagovor Dobrivoja Radosavljevića, uključuje u nezakoniti studentski komunistički pokret, te je 1939., postao članom KPJ-u, da bi 1940., bio imenovan za tajnika (sekretara) Partijskog biroa u Zemunu, člana Sveučilišnog komiteta SKOJ-a, te postaje članom Pokrajinskog komiteta Saveza komunističke omladine Jugoslavije (PK SKOJ), da bi iduće, 1941., bio izabran za člana Okružnog komiteta KPJ za Užice. 

## Drugi svjetski rat
Izbijanje Drugoga svjetskog rata i okupacija Jugoslavije, u srpnju 1941., zatekli su ga U Beogradu, te se vraća u rodno mjesto, Užice, gdje se aktivno uključuje u organiziranje i podizanje ustanka. Nakon ulaska njemačkih snaga i okupacije Užica, odlazi na područje Sandžaka, gdje provodi cijeli travanj 1941., da bi se negdje tijekom idućeg mjeseca, u svibnju 1941., vratio u Beograd, gdje je mu je, u Pokrajinskom komitetu KPJ-u Srbije, bilo naloženo vratiti se u Užice i povezati se s lokalnom partijskom organizacijom KPJ. 
U Užicama je radio na pripremama za podizanje ustanka, te je aktivno sudjelovao u formiranju Zlatiborske partizanske čete, da bi kasnije na nalog Okružnog komiteta KPJ u Užicama, bio imenovan za zamjenika politiičkog komesara u štabu Užičkog partizanskog odreda "Dimitrije Tucović". U rujnu 1941., nakon oslobađanja Užica, sudjelovao je u organiziranju odreda Protiv pete kolone (PPV), koji su imali zadatak borbe protiv svake neprijateljske djelatnosti na oslobođenom teritoriju. U Užicama ostaje sve do povlačenja krajem studenog 1941., nakon pada tzv. Užičke republike, da bi početkom prosinca 1941., stigao u Radonje, mjesto u Zlatiborskoj oblasti, u Srbiji, gdje se u tom trenutku nalazio Vrhovni štab NOP odreda Jugoslavije, te je postavljen na dužnost osiguravanja članova Vrhovnog štaba, na kojoj se dužnosti zadržao do svibnja 1941., kada je nakon pada tzv. Fočanske republike, u lipnju 1941., nakon povlačenja jedinica NOP-a iz Sandžaka, bio imenovan za rukovoditelja Političkog odjela Druge proleterske brigade. Potom je, u Mrkonjić Gradu, bio imenovan na dužnost zamjenika političkog komesara brigade, da bi u travnju 1943., bio imenovan političkim komesarom brigade.  
U rujnu 1943., imenovan je na dužnost političkog komesara Druge proleterske divizije, s kojom je sudjelovao u operacijama oslobađanja Sandžaka, da bi potom, nakon poraza koje su partizanske jedinice pretrpjele od združenih snaga njemačke vojske, četnika i muslimanske milicije, u bitci kod Prijepolja, u prosincu 1943., bio smijenjen s dužnosti. Nakon prisilnog odlaska s dužnosti, sudjelovao je kao borac u Drugoj i Petoj krajiškoj diviziji, s kojom je sudjelovao u operativnom kretanju u jugozapadnom dijelu Srbije, prema rijeci Ibri, te dalje u istočnom dijelu Crne Gore, gdje se u lipnju 1944., formirala grupa rukovoditelja za Srbiju, koji su otputovali na Vis, gdje se nalazio Vrhovni štab.  
Na Visu je boravio tijekom lipnja i srpnja 1944., te je izabran na dužnost člana Pokrajinskog komiteta KPJ Srbije, te imenovan na dužnost načelnika Ozne za Srbiju, odakle je zrakoplovom prebačen u Bari, potom na oslobođeno područje pod kontrolom partizanskih jedinica, u južnoj Srbiji, gdje je počeo izvrđavati zadatak formiranja i grupiranja prvih jedinica Ozne, te je s njima sudjelovao u oslobađanju Valjeva u rujnu 1944., Aranđelovca, u drugoj polovici rujna 1944., te operaciji oslobađanja Beograda, u listopadu 1944.godine, kada je imenovan za načelnika Ozne Srbije.  
Završne operacije za oslobođenje Jugoslavije i kraj Drugoga svjetskog rata, u svibnju 1945., dočekao je u Sloveniji, kada je kao rukovodeći kadar i načelnik srpske Ozne, obilazio zarobljeničke logore u Sloveniji, među poznatijima Šent Vid, pokraj Ljubljane, gdje su bili smješteni zarobljeni pripadnici kvislinških formacija s područja Srbije, koji su nakon razdvanjanja prilikom kojeg su neki bili transportom prevezeni na likvidacije u Kočevje, ostali su bili preraspoređeni i upućivani u daljni transport prema Srbiju.
Nakon rata sudjelovao je u slamanju  i hvatanju bjegunaca, odbjeglih četnika, koji su se skrivali  po zabačenim krajevima i šumama na području NR Srbije, što je rezultiralo i uhićivanjem četničkog zapovjednika Dragoljuba Draže Mihajlovića, u ožujku 1946. godine. 

## Karijera u socijalističkoj Jugoslaviji
Nakon završetka Drugoga svjetskog rata, bio je na dužnosti načelnika Ozne za Srbiju, u razdoblju (od 1944.) do 1946., da bi potom bio imenovan na dužnost ministra unutrašnjih poslova NR Srbije, dužnost koju je obnašao u razdoblju od 1946. do 1953.godine.
Bio je blizak suradnika Aleksandra Rankovića, te je kao unitarist često ulazio u sukobe s Josipom Brozom Titom. 
U razdoblju od 1953. do 1962., bio je potpredsjednik Izvršnog vijeća Skupštine SR Srbije, te predsjednik republičkog Odbora za unutrašnje poslove. Od 1954., izabran je ma dužnost člana Saveznog izvršnog vijeća Jugoslavije. Od 1962. do 1964., bio je na dužnosti predsjednika Izvršnog vijeća Skupštine SR Srbije. 
Kao rukovodeći dužnosnik državne sigurnosti i resora unutrašnjih poslova, aktivno utjecao je prilikom izbora Hranislava Đorića, za patrijarha Srpske pravoslavne crkve, kao patrijarha Germana, 1958., zbog njegove bliskosti s tadašnjim režimom.  
Poginuo je, 9. studenoga 1964., u automobilskoj nesreći na Ibarskoj magistrali, na dionici puta kod mjesta Šopić, pokraj Lazarevca (Beograd), na mjestu nesreće, te je tom prilikom podinuo i Svetolik Lazarević, dok je vozač Milorad Lomić, preminuo nekoliko dana kasnije od posljedica ozljeda zadobivenih u prometnoj nesreći, dok su Olga Živković i Ljubo Mijatović zadobili teške tjelesne ozljede.